# Bình Định Bắc
Bình Định Bắc is een xã in het district Thăng Bình, een van de districten in de Vietnamese provincie Quảng Nam. Bình Định Bắc heeft ruim 4800 inwoners op een oppervlakte van 14,52 km².

## Geografie en topografie
Bình Định Bắc ligt in het westen van de huyện Thăng Bình tegen de grens met Quế Sơn. De aangrenzende xã's in Quế Sơn zijn Quế Châu, Quế Thuận en Phú Thọ. In Thăng Bình  zijn de aangrenzende xã's Bình Quý, Bình Định Nam en Bình Trị.
De Ly Ly stroomt door Bình Định Bắc.

## Verkeer en vervoer
Een van de belangrijkste verkeersaders is de quốc lộ 14E. Deze ruim 70 kilometer lange quốc lộ van Phước Xuân naar Hà Lam sluit in Hà Lam op de quốc lộ 1A. De weg is een afgeleide van de quốc lộ 14.